# Cui Linlin
Cui Linlin (* 27. April 1993) ist eine ehemalige chinesische Skispringerin.

## Werdegang
Cui gab ihr internationales Debüt im Februar 2009 bei der Winter-Universiade in Yabuli, wo sie im Einzelspringen als Vierte nur knapp eine Medaille verpasste. Am 8. Januar 2011 gab sie ihr Debüt im Skisprung-Continental-Cup der Damen, der damals höchsten Wettbewerbsserie. Die ersten und einzigen Continental-Cup-Punkte sammelte sie wenig später im slowenischen Ljubno mit zwei 27. Plätzen. Mit acht Punkten belegte Cui am Ende Rang 76 der Gesamtwertung. Bei den Nordischen Skiweltmeisterschaften 2011 in Oslo belegte sie von der Normalschanze im Einzelspringen den 43. und damit letzten Platz, nachdem sie im ersten Durchgang 45 Meter kürzer als die spätere Siegerin Daniela Iraschko gesprungen war. Für den ersten Skisprung-Weltcup der Damen in der Saison 2011/12 bekam China keinen Startplatz, auch für den Kader im Continental Cup wurde Cui nicht berücksichtigt.

## Statistik

### Continental-Cup-Platzierungen
| Saison  | Sommer | Sommer | Winter | Winter | Gesamt | Gesamt |
| Saison  | Platz  | Punkte | Platz  | Punkte | Platz  | Punkte |
| ------- | ------ | ------ | ------ | ------ | ------ | ------ |
| 2010/11 | –      | –      | –      | –      | 076.   | 008    |